# Amphoe Vibhavadi
Amphoe Vibhavadi (Thai: อำเภอ วิภาวดี) ist ein Landkreis (Amphoe – Verwaltungs-Distrikt) im Westen der Provinz Surat Thani. Die Provinz Surat Thani liegt in der Südregion von Thailand. 

## Geographie
Im Distrikt liegt der Phuket-Bergkette. Ein Teil des Distrikts ist durch das Wildreservat (Wildlife Sanctuary) Khlong Yan und den Nationalpark Kaeng Krung geschützt.
Die benachbarten Amphoe und Gebiete sind (von Norden im Uhrzeigersinn): Tha Chang, Phunphin, Khiri Rat Nikhom und Ban Ta Khun.

## Geschichte
Vibhavadi wurde am 1. April 1992 als Unterdistrikt (King Amphoe) eingerichtet, indem zwei Tambon des Amphoe Khiri Rat Nikhom abgetrennt wurden. Er wurde nach Prinzessin Vibhavadi Rangsit genannt, die im Jahre 1977 von Rebellen im Osten der Provinz Surat Thani getötet wurde.
Am 24. August 2007 wurde Vibhavadi zusammen mit allen anderen 81 Unterdistrikten Thailands zu einem vollen Distrikt heraufgestuft.

## Bekannte Tempel
Im Distrikt Vibhavadi gibt es drei buddhistische Tempel (Wat), alle gehören zur Mahayana-Gemeinschaft.
1. Wat Pho Noi (วัดโพธิ์น้อย)
2. Wat Aran Ya Ram (วัดอรัญญาราม)
3. Wat Vibhavadi Wana Ram (วัดวิภาวดีวนาราม)

## Verwaltung

### Provinzverwaltung
Der Distrikt Vibhavadi ist in zwei Kommunen (Tambon) eingeteilt, diese wiederum besitzen zusammen 31 Gemeinden (Muban). 
| \| Nr. \| Name \| Thai name \| Muban \| Einw.[3] \| \| --- \| ---------- \| --------- \| ----- \| -------- \| \| 1. \| Takuk Tai \| ตะกุกใต้ \| 14 \| 5.944 \| \| 2. \| Takuk Nuea \| ตะกุกเหนือ \| 17 \| 9.045 \| |            |           |       |       |
| Nr. | Name       | Thai name | Muban | Einw. |
| 1. | Takuk Tai  | ตะกุกใต้    | 14    | 5.944 |
| 2. | Takuk Nuea | ตะกุกเหนือ  | 17    | 9.045 |

### Lokalverwaltung
Jeder der beiden Tambon wird von einer „Tambon-Verwaltungsorganisation“ (องค์การบริหารส่วนตำบล – Tambon Administrative Organization, TAO) verwaltet.